# Larlé
Larlé ist ein Stadtteil nordwestlich der Innenstadt der burkinischen Hauptstadt Ouagadougou, zum Arrondissement Baskuy gehörend, und hat Anteil an den Sektoren 10 und 11.
Der Stadtteil ist traditioneller Sitz des Larlé-Naaba, einem Mitglied des Hofes des Moogo Naaba, der Bildungseinrichtung Cour d'enseignement technique Yipene, einer Krankenstation, eines Marktes und mehrerer Grundschulen.
US Ouagadougou hat seine Wurzeln und sein Vereinsgelände in Larlé.